# Histoire des Sevarambes
Histoire des Sevarambes est une utopie romancée, présenté comme un ouvrage d'histoire et géographie, écrit par Denis Veiras au XVIIe siècle, en recourant au mythe des Terres australes ; l'un des premiers grands textes de la littérature utopique moderne.

## Histoire et contexte de l'ouvrage

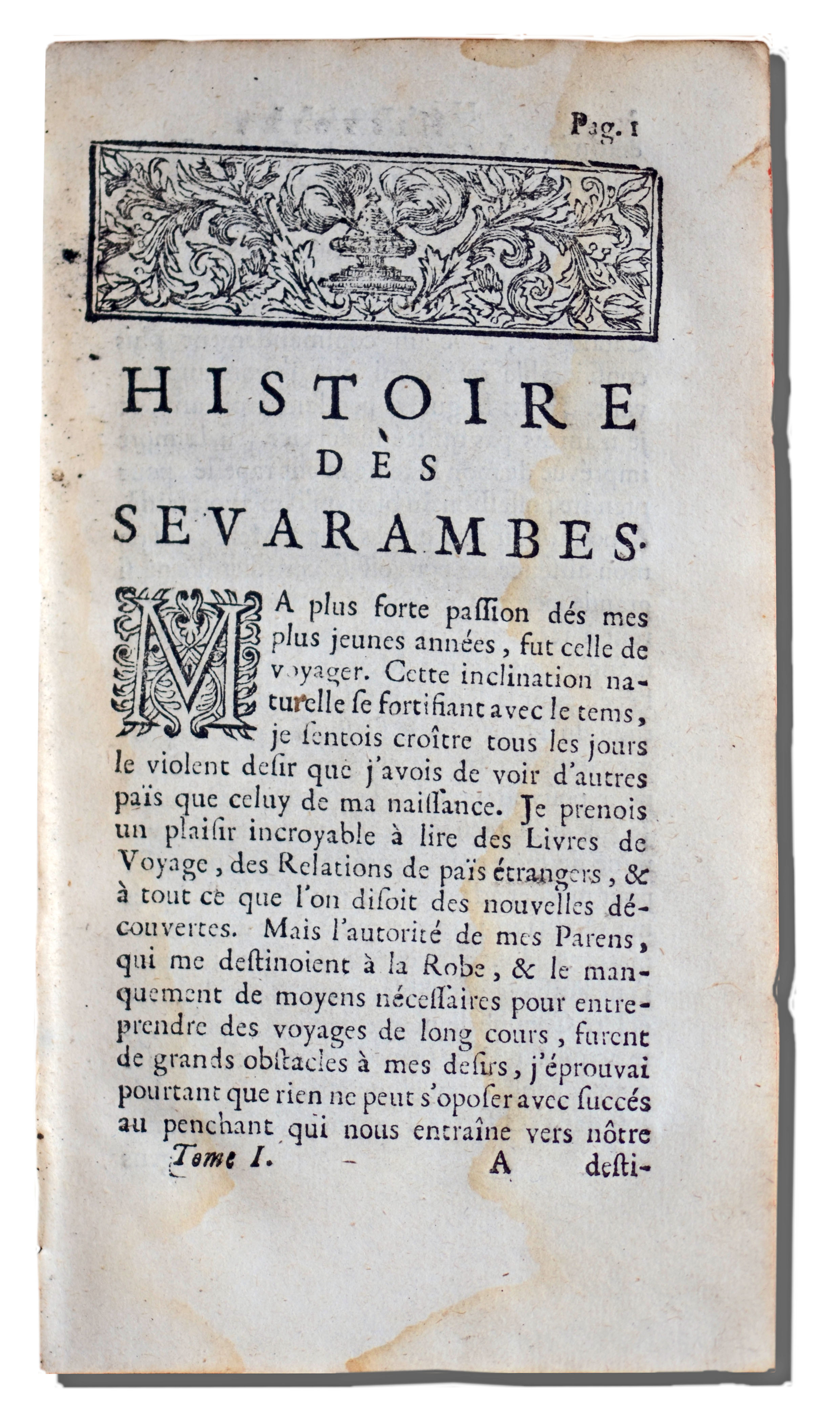
Fac simile de la première page de Histoire des Sevarambes (après l'introduction), dans l'édition de 1734 publiée par l'éditeur Henry Desbordes à Amsterdam

Il s'inscrit dans la littérature utopique. L'auteur y décrit un monde idéal, situé dans les terres australes. L'année précédant la première édition de cet ouvrage, un autre livre intitulé « La Terre Australe Connue » écrit par un certain Gabriel de Foigny était également construit comme une utopie romanesque.
L'introduction de l'édition de 1734 évoque La République de Platon, L'Eutopia du Chevalier Morus, ou La Nouvelle Atlantide du Chancelier Bacon en les présentant comme des « imaginations ingénieuses de ces auteurs », à la différence de l' Histoire des Sevarambes, présentée comme véridique.
L'ouvrage a connu un succès international, dont en France dès les années 1682 (première traduction en français avant une autre version en 1702), alors qu'on le traduisait en néerlandais 1683, en allemand en 1689 (puis en 1714 et 1715), en italien en 1728. Des auteurs tels que Bayle, Rousseau, Kant et Cabet l'ont lu et s'en sont probablement inspiré. Une des originalités de ce texte, présenté à la manière des ouvrages de géographie ou d'anthropologie est l'intégration dans la construction romanesque d'une critique directe des religions révélées et imposées, et en particulier du catholicisme, tel que pratiqué par les chrétiens au XVIIe siècle.

## Contenu
Les Sevarambes sont des « « Peuples qui habitent une partie du troisième continent, communément appelé la terre australe ».
L'ouvrage est présenté comme « contenant une relation du Gouvernement, des mœurs, de la religion & du langage de cette nation, inconnue jusqu'à présent aux peuples de l'Europe ». C'est une utopie qui intègre l'hypothèse de l'existence de Terres Australes non découvertes dans l'océan Indien au sud-est du cap de Bonne-Espérance.